# Willy Pérez
Guillermo Willy Pérez (Azul, Buenos Aires, 5 de mayo de 1948) es un expiloto de motociclismo argentino, que compitió en el Campeonato del Mundo de Motociclismo desde 1977 hasta 1987.

## Biografía
Después de dominar en carreras nacionales desde los 12 años, Willy Pérez realizó su debut en el Mundial de Motociclismo en 1977 disputando dos carreras: Venezuela y España, acabando en zona de puntos en ambas.
Su continuidad en el Mundial se quedó interrumpida en los siguientes años. Después de ofrecer su proyecto de un equipo competitivo a la marca Zanella Argentina, la falta de presupuesto y de fiabilidad de una moto casi artesana le impidieron poder volver al Mundial hasta  1981.
En la temporada de 1982, disputó cuatro Grandes Premios logrando el primer de los dos podios que conseguiría en su palmarés. Sería en el Gran Premio de su país acabando en tercera posición por detrás de los españoles Ángel Nieto y Ricardo Tormo. En esa temporada, la reciente Guerra de las Malvinas cerró la frontera británica a los argentinos, por lo que Pérez tuvo que dormir en la calle delante del consulado de Gran Bretaña para obtener el visado para disputar el Gran Premio de Gran Bretaña. 

En los posteriores años y hasta 1987, seguiría compitiendo de manera regular en el Mundial, siempre en la categoría de 125cc. Su mejor año fue 1986 donde acabó décimo en la clasificación general y consiguió su segundo podio de su carrera: el del Gran Premio de Bélgica.
Su hijo, Matías Pérez, también es piloto profesional de motociclismo.

## Resultados en el Campeonato del Mundo
Sistema de puntuación desde 1969 hasta 1987:
| Posición | 1.º | 2.º | 3.º | 4.º | 5.º | 6.º | 7.º | 8.º | 9.º | 10.º |
| Puntos   | 15  | 12  | 10  | 8   | 6   | 5   | 4   | 3   | 2   | 1    |

Sistema de puntuación desde 1988 hasta 1991:
| Posición | 1.º | 2.º | 3.º | 4.º | 5.º | 6.º | 7.º | 8.º | 9.º | 10.º | 11.º | 12.º | 13.º | 14.º | 15.º |
| Puntos   | 20  | 17  | 15  | 13  | 11  | 10  | 9   | 8   | 7   | 6    | 5    | 4    | 3    | 2    | 1    |

### Carreras por año
(Carreras en negrita indica pole position; Carreras en cursiva indica vuelta rápida)
| Año  | Clase | Equipo     | 1       | 2       | 3       | 4       | 5       | 6       | 7       | 8      | 9       | 10      | 11      | 12      | 13      | Pts. | Pos. |
| ---- | ----- | ---------- | ------- | ------- | ------- | ------- | ------- | ------- | ------- | ------ | ------- | ------- | ------- | ------- | ------- | ---- | ---- |
| 1977 | 125cc | Morbidelli | VEN 6   | AUT -   | ALE -   | NAC -   | ESP 9   | FRA DNQ | YUG Ret | NED -  | BEL -   | SUE -   | FIN 18  |         | GBR -   | 7    | 21.º |
| 1980 | 125cc | MBA        | NAC DNQ | ESP -   | FRA DNQ | YUG Ret | NED -   | BEL -   | FIN -   | GBR 17 | CHE Ret | ALE Ret |         |         |         | 0    | -    |
| 1981 | 125cc | MBA        | ARG 4   | AUT 11  | ALE 17  | NAC 8   | FRA 15  | ESP 11  | YUG Ret | NED 15 |         | RSM 10  | GBR 8   | FIN Ret | SUE Ret | 15   | 13.º |
| 1982 | 125cc | MBA        | ARG 3   | AUT Ret | FRA 4   | ESP 14  | NAC Ret | NED Ret | BEL 10  | YUG 13 | GBR 10  | SUE Ret | FIN 12  | CHE 14  |         | 20   | 12.º |
| 1983 | 125cc | MBA        |         | FRA Ret | NAC 16  | ALE 29  | ESP 8   | AUT 25  | YUG Ret | NED 17 | BEL 12  | GBR 4   | SUE 9   | RSM 8   |         | 16   | 15.º |
| 1984 | 125cc | MBA        |         | NAC 12  | ESP 12  |         | ALE Ret | FRA 14  |         | NED 14 |         | GBR Ret | SUE Ret | RSM 13  |         | 0    | -    |
| 1985 | 125cc | MBA        |         | ESP 19  | GER 14  | NAT 11  | AUT 12  |         | NED Ret | BEL 6  | FRA 11  | GBR 7   | SWE 11  | RSM 12  |         | 9    | 14.º |
| 1986 | 125cc | Zanella    | ESP 6   | NAT 10  | GER 6   | AUT 14  |         | NED 11  | BEL 3   | FRA 13 | GBR 6   | SWE Ret | RSM -   | BWU Ret |         | 26   | 10.º |
| 1987 | 125cc | Tunturi    |         | SPA Ret | GER 12  | NAT 16  | AUT 10  |         | NED Ret | FRA 12 | GBR 14  | SWE Ret | CZE Ret | RSM 13  | POR 11  | 1    | 25.º |